# Кавказский (Краснодарский край)
Кавказский — хутор в Брюховецком районе Краснодарского края.
Входит в состав Брюховецкого сельского поселения.

## География

### Улицы
- ул. Новая,
- ул. Раздольная.

## Население
| 2002 | 2010 |
| ---- | ---- |
| 79   | ↘68  |